# Molène (Côtes-d'Armor)
Pour les articles homonymes, voir Molène.
Molène (Molenez en breton) est un îlot de la Manche, située au nord de la baie de Lannion, en face du port de Trébeurden, dans le Trégor (Côtes-d'Armor). L'île est constituée d'une grande dune blanche entourée de rochers.
Lors des marées de vive-eaux, l'île est bordée par de forts courants (~3 nœuds) et la baignade réclame de la vigilance.

## Étymologie
C'est la même que pour l'île de Molène dans le Finistère.

## Histoire

### LeXIXesiècle
Le 30 thermidor an IX (18 août 1801), un détachement de la 82e demi-brigade, posté à Trébeurden, fit prisonnier, sur l'île de Molène, trois officiers anglais et quatre matelots.
Le 14 février 1838, le recteur de Trébeurden, Pierre Le Luyer, sauva d'une mort certaine plus de 200 personnes occupées à la récolte du goémon et qui, en raison d'une longue et terrible tempête, s'étaient réfugiées, transies de froid sur l'île de Molène ; sur un frêle esquif, accompagné seulement d'un vieux marin, il porta des vivres et des vêtements et donna aux personnes réfugiées sur l'îlot l'appui de sa présence et l'exemple de son courage. Il reçut pour cette raison la Légion d'honneur le 21 août 1838.
Le 11 février 1850, un bateau goémonier de la commune de Servel, avec à bord six hommes et une jeune fille, se perd totalement aux environs de l'île de Molène. (…) Trois des malheureux étaient pères de famille et laissent trois femmes enceintes.

### LeXXIesiècle
Une tempête du 10 mars 2008 a fait de gros dégâts sur la côte trégorroise. Elle a en partie emporté la dune qui constitue l'îlot. Cet événement météorologique semble avoir condamné l'île qui pourrait être amenée à disparaître d'ici quelques dizaines d'années tout au plus,.